# Situla (emmer)

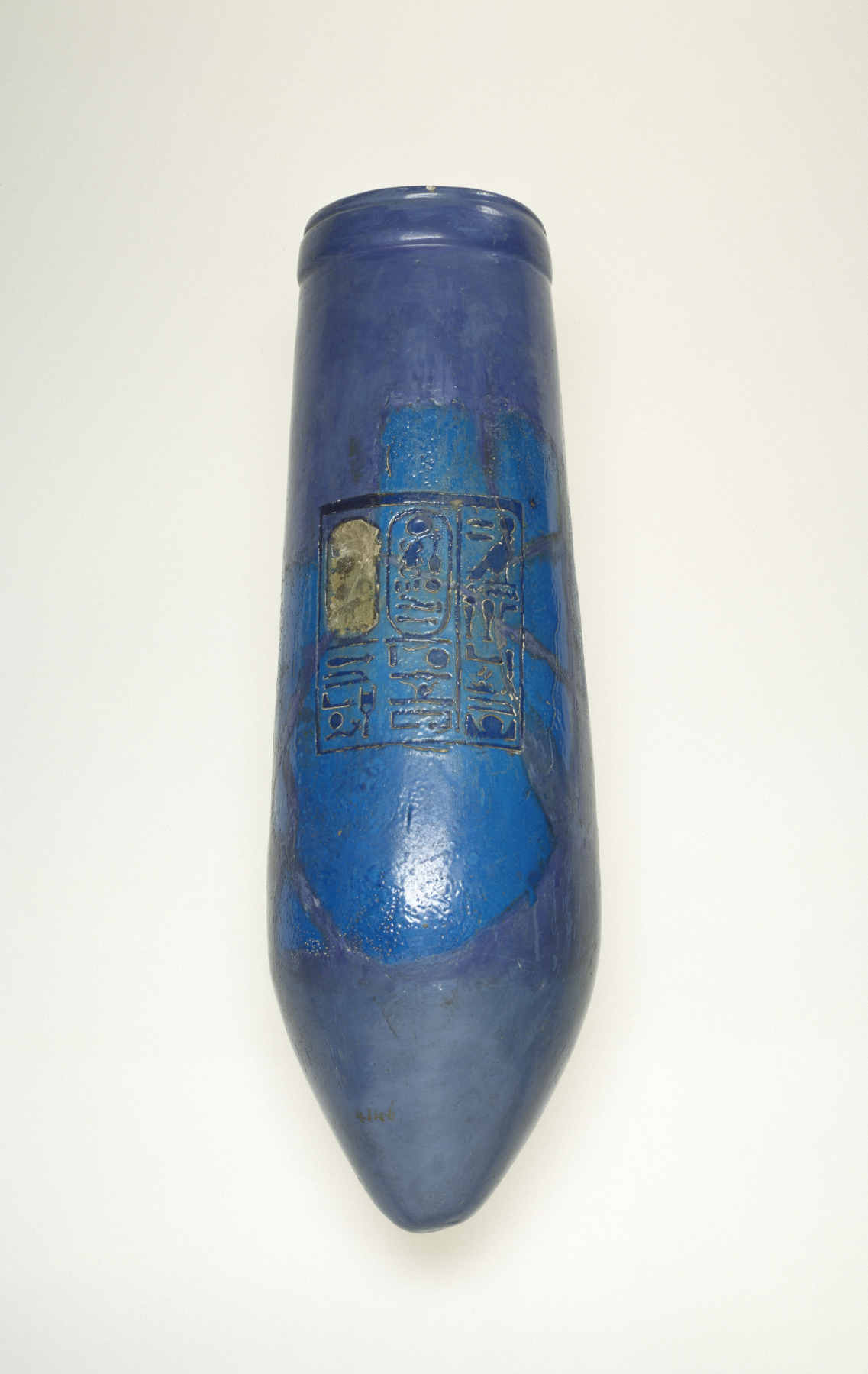
Egyptische faience-situla van farao Achnaton, waarvan diens naam verwijderd is

Situla (Latijn voor emmer, meervoud situlae) is in de archeologie en kunstgeschiedenis de benaming voor een verscheidenheid aan emmervormig vaatwerk uit de ijzertijd tot de middeleeuwen, meestal met een hengsel aan de bovenkant. Situlae zijn vaak uitbundig gedecoreerd, het meest kenmerkend zijn reliëfs in banden of friezen die rond het vat lopen.

## Egypte en Nabije Oosten
Situlae uit het Oude Egypte en Nabije Oosten hebben meestal een puntige bodem, zodat ze op een standaard geplaatst moeten worden of op hun kant gelegd. 
De term wordt ook gebruikt voor emmers die door figuren in andere kunstvormen worden gedragen. Volgens Plutarchus en andere bronnen was dit een teken van toegewijing aan Isis. Deze wordt ook zelf vaak afgebeeld met een vat met water uit de heilige Nijl, met een ronde bodem en soms met een deksel. Deze ronde vorm, vaak met een "tepel" onderaan, wordt verondersteld de vrouwelijke borst te vertegenwoordigen. Deze situlae werden ook aan de tempels geschonken als votiefgaves van de toegewijden.

## Griekse situlae

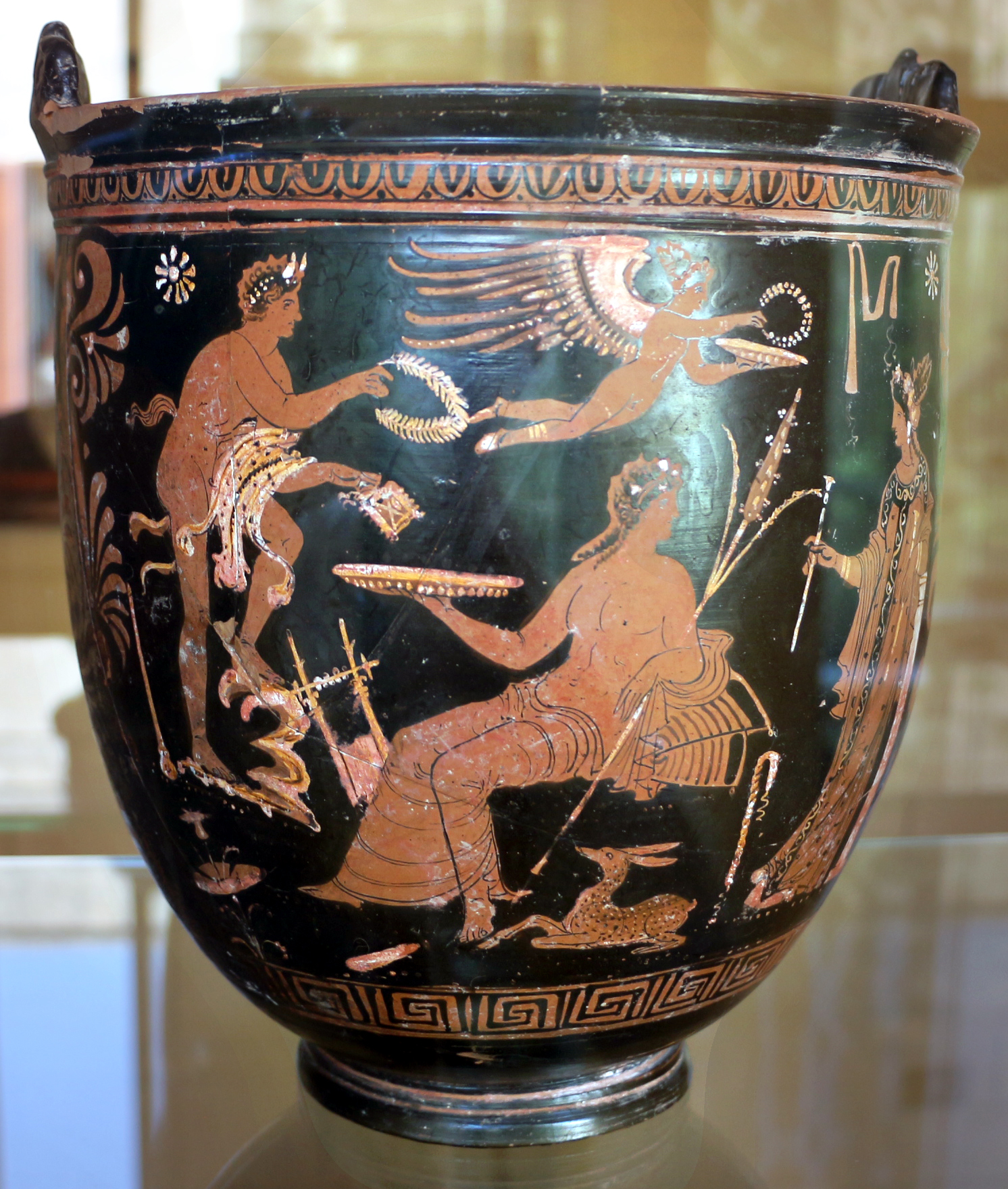
Griekse aardewerk situla

Met situla worden verschillende soorten emmervormige oud-Griekse vazen aangeduid. Deze variëren van eenvoudig gebruiksaardewerk tot fijn beschilderde exemplaren. Ook zijn er Griekse situlae van zilver of andere exclusieve materialen, zoals twee glazen situlae uit de late oudheid, nu in de San Marco te Venetië.

## Europese ijzertijd

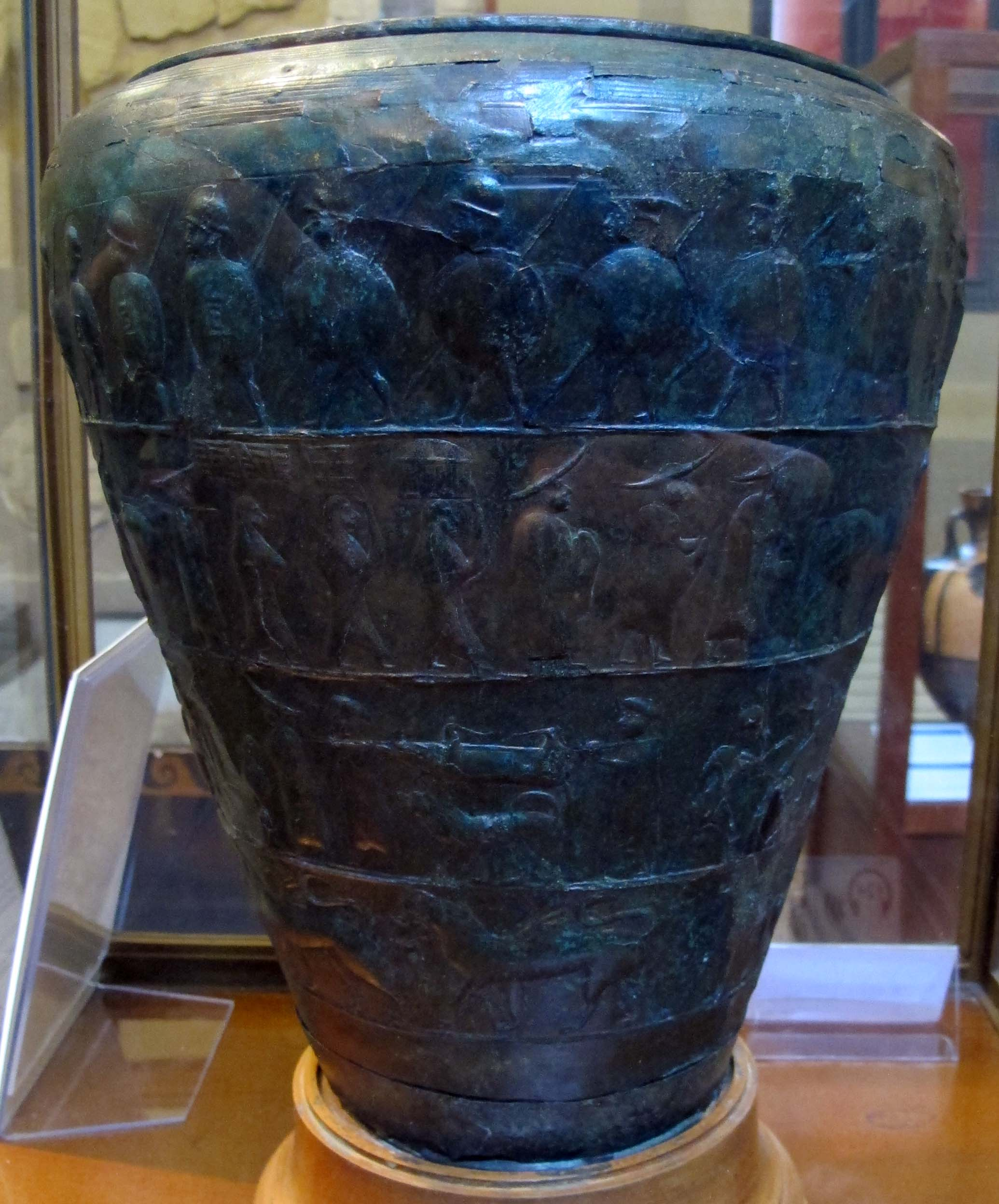
Etruskische bronzen situla (600-550 v.Chr.)

De praktische bredere vorm is een Europese uitvinding, welke voor het eerst wordt gevonden in de Europese ijzertijd.
Gedecoreerde bronzen situlae zijn kenmerkend voor de Etruskische kunst, zoals in het libatie-vaatwerk dat wordt aangetroffen als grafgiften in het noordelijke deel van het Etruskische gebied. Van hier verspreidde de stijl zich naar de  Este- en Golasecca-culturen in Noord-Italië en uiteindelijk de oostelijke zone van de Hallstattcultuur in Slovenië en Oostenrijk.
Hier hebben ze een kenmerkende stijl, vaak zonder hengsel. De Vače-situla is een voorbeeld uit Slovenië. Deze situlae hebben meestal zijkanten die naar buiten hellen en vervolgens bij de schouder een scherpe bocht naar binnen maken, buiten Etrurië vaak voorzien van een korte smallere nek. De vorm toont overeenkomsten met de smalle getuite Etruskische schenkkannen die in het noorden ook werden nagemaakt, zoals de in Frankrijk gevonden 5e-eeuwse Keltische Basse Yutz-kannen. Ze zijn vaak vorzien van decoraties, de meest uitbundige voorbeelden tonen verschillende groepen figuren die rond het vat lopen, en hebben al dan niet hengsels en soms een deksel. Vaak zijn ze gemaakt van bronzen platen die bij elkaar worden gehouden met klinknagels.
De Etruskische voorbeelden zijn het meest karakteristiek in de 7e eeuw v.Chr., maar werden ook later nog lang vervaardigd. Ze zijn van verschillende materialen, van aardewerk tot brons en soms zilver. De situla van de Pania is een ongebruikelijk luxe Etruskisch exemplaar in ivoor, en de in een  Etruskisch graf  gevonden Bocchoris-vaas is een keramische import uit Egypte. De Este- en Hallstatt-voorbeelden zijn van later datum. Talrijke Hallstatt-situlae werden gevonden in Slovenië, zoals negentien exemplaren nabij Novo mesto in Dolenjska. De Sloveense productie bereikte haar hoogste niveau in de 5e eeuw voor Christus, ruim nadat de Hallstatt-periode over een groot deel van haar gebied was beëindigd. Sommige situlae werden met crematieresten gevonden, maar in eerste instantie was het luxe vaatwerk dat tijdens feesten werden gebruikt. Ook de in het huidige Bosnië gevonden grafurnen van de IIllyrische Iapydes uit de 5e eeuw voor Christus zijn een uitvloeisel van deze stijl.
Latere Etruskische en Romeinse situlae tendeerden naar een eenvoudiger vorm die vanaf de basis kromde en bovenaan verticaal werd, met een brede mond en zonder schouder, maar soms met een uitstekende rand. Deze hadden een verscheidenheid aan toepassingen, waaronder voor wassen en baden. De versieringen waren vaak geconcentreerd op het bovenste deel van de zijkanten.

### Situlakunst
De situla-kunst was een belangrijk middel voor de doorgave van Grieks-afgeleide motieven, van de Etrusken via de Noord-Italiaanse culturen naar de zich ontwikkelende La Tènecultuur in Midden-Europa. De meeste scènes zijn van feesten, van de jacht of de oorlog. Soortgelijke scènes zijn ook te vinden op ander vaatwerk en op bronzen gespplaten. De afgebeelde processies van dieren, typerend voor de oudere voorbeelden, of van mensen zijn afkomstig uit het Nabije Oosten en het Middellandse Zeegebied. Deze tonen vaak een onbeholpenheid die verraadt dat de kunstenaar niet thuis was in deze stijl. Vergeleken met eerdere stijlen die in Europa organisch ontstonden, was de situlakunst zwak en in wezen niet-Europees.

## Christelijke situlae

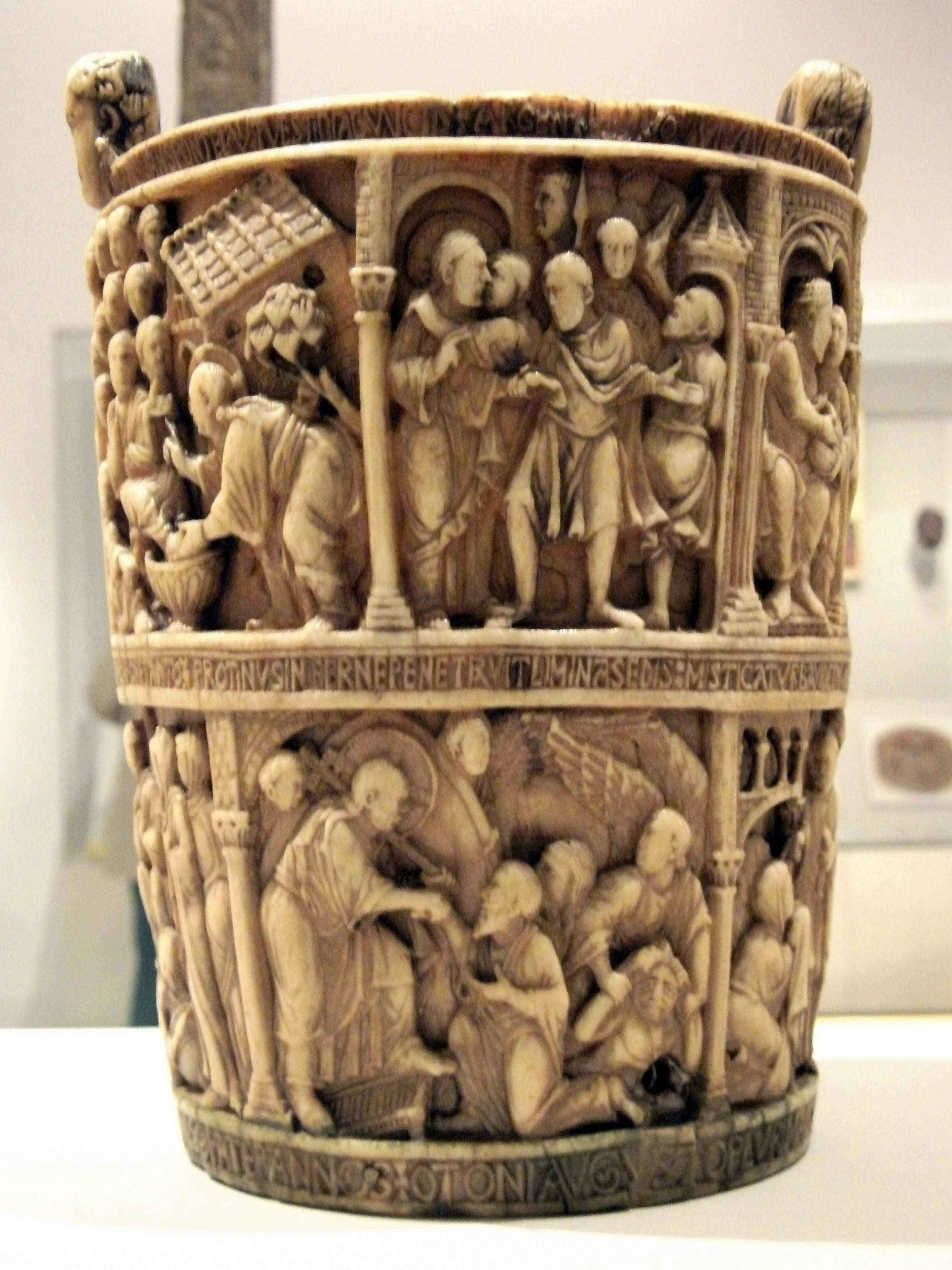
De Basilewsky-situla

Uitbundig gedecoreerde vroeg-middeleeuwse situlae waren christelijke liturgische voorwerpen, gebruikt om wijwater in te bewaren. Deze waren meestal ook van brons, met rechte zijden en een hengsel. Een wijwaterkwast werd in de situla gedoopt om daarmee de gemeente of andere voorwerpen te kunnen besprenkelen. Vier rijk bewerkte ivoren voorbeelden uit de 10e eeuw zijn bekend: de Basilewsky-situla uit 920 in het Victoria and Albert Museum, versierd met twaalf scènes uit het leven van Christus op twee niveaus (het bevat een van de weinige afbeeldingen van Judas Iskariot die berouw toont, en het gooien van de dertig zilverlingen op de vloer van de tempel), de situla van Gotofredo van c. 980 in de kathedraal van Milaan, een in de schatkamer van de Dom van Aken, en een in het Metropolitan Museum of Art in New York. Deze kwamen allen uit de omgeving van het Ottoonse hof. Een inscriptie op het exemplaar van Milaan zegt dat aartsbisschop Gotefredus hem presenteerde in afwachting van een bezoek van keizer Otto I, ook genoemd in de Londense situla die mogelijk uit dezelfde werkplaats afkomstig was. Het jongste en meest uitbundige exemplaar is de Akense situla, welke bezaaid is met juwelen en een op de troon geplaatste keizer toont, omringd door een paus en aartsbisschoppen. Deze is waarschijnlijk rond het jaar 1000 in Trier gemaakt.